# Stenalcidia mergiata
Stenalcidia mergiata är en fjärilsart som beskrevs av Felder och Alois Friedrich Rogenhofer 1875. Stenalcidia mergiata ingår i släktet Stenalcidia och familjen mätare. Inga underarter finns listade i Catalogue of Life.